# Simon and Garfunkel
Simon & Garfunkel fue un dúo de folk rock compuesto por Paul Simon y Arthur «Art» Garfunkel. Simon y Garfunkel fueron uno de los grupos musicales más populares durante la década de 1960. Algunas de sus canciones más conocidas son «The Sound of Silence», «Mrs. Robinson» y «Bridge over Troubled Water».
Simon y Garfunkel se conocieron en la escuela primaria en Queens, Nueva York, en 1953, donde aprendieron a armonizar juntos y comenzaron a escribir canciones. En 1957, bajo el nombre Tom & Jerry, los adolescentes tuvieron un éxito menor con «Hey Schoolgirl», una canción que imitaba a sus ídolos, los Everly Brothers. En 1963, durante un período de creciente interés por la música folk en Estados Unidos, firmaron un contrato con Columbia Records (hoy Sony) como Simon & Garfunkel. Su álbum debut, Wednesday Morning, 3 A.M. se vendió mal y el grupo se disolvió. Simon emprendió una carrera en solitario, esta vez en Inglaterra. En junio de 1965, una nueva versión de «The Sound of Silence» apilada con guitarra eléctrica y batería se convirtió en un gran éxito, alcanzando el número uno en Estados Unidos. El dúo se reunió para lanzar un segundo álbum de estudio, Sounds of Silence y recorrió universidades en todo el país. En su tercer lanzamiento, Parsley, Sage, Rosemary and Thyme (1966), el dúo asumió un mayor control creativo. Su música apareció en la película de 1967 El graduado. Su siguiente álbum, Bookends (1968), encabezó la lista Billboard 200 e incluyó el sencillo «Mrs. Robinson» de la película, que alcanzó también el número uno.
La relación a menudo inestable del dúo llevó a desacuerdos artísticos que terminaron en su ruptura en 1970. Su último álbum de estudio, Bridge over Troubled Water, fue lanzado en enero de ese año, convirtiéndose en su lanzamiento más exitoso y uno de los álbumes más vendidos de la historia. Después de su ruptura, Simon lanzó varios álbumes aclamados, incluido Graceland de 1986. Garfunkel tuvo éxitos en solitario como All I Know y brevemente siguió una carrera como actor, con papeles principales en películas como Catch-22, Conocimiento carnal y Contratiempo. El dúo se ha reunido en varias ocasiones, la más famosa en 1981 para The Concert in Central Park en Nueva York, que atrajo a más de 500 000 personas. Simon & Garfunkel ganaron diez premios Grammy, y fueron incluidos en el Salón de la Fama del Rock and Roll en 1990. Richie Unterberger los describió como «el dúo de folk-rock más exitoso de la década de 1960». Se encuentran entre los artistas musicales más vendidos, con más de 100 millones de discos.

## Historia

### El comienzo
Paul Simon y Art Garfunkel crecieron en el barrio de Kew Gardens Hills, Queens, Nueva York. Fueron compañeros de clase en el instituto de Forest Hills y sellaron su amistad durante la infancia. En 1955 Simon compuso algunos temas, incluido «Hey, Schoolgirl» (el primer tema del dúo), y le propuso a Garfunkel formar un grupo. Tenían 16 años. Comenzaron con el nombre de Tom & Jerry (como los dibujos animados), donde Simon era Jerry Landis (tomó el apellido de Sue Landis, una chica con la que estaba saliendo entonces) y Garfunkel era Tom Graph (Garfunkel gustaba de «hacer gráficos» –to graph, en inglés– para ver la evolución de los discos en las listas de éxitos).
Empezaron a escribir canciones juntos en 1957. Una de ellas tuvo aceptación entre los estudiantes en los bailes del instituto y decidieron grabar una demo. Poco después lanzaron su primera grabación profesional «Hey, Schoolgirl» (cuya cara B era «Dancin' Wild»), bajo el nombre de Tom & Jerry. Sid Prosen, un cazatalentos, tras escuchar la canción llegó a un acuerdo con el grupo y firmaron para el sello Big Records. El sencillo vendió 100 000 copias, alcanzando el puesto 57 de las listas de la revista Billboard e incluyéndose en los diez primeros en Nueva York. El 22 de noviembre de 1957 actuaron en el programa American Bandstand, un programa de televisión emitido en directo, interpretando «Hey, Schoolgirl» después de que Jerry Lee Lewis interpretara «Great Balls of Fire». También actuaron en el show de Alan Freed. Simon y Garfunkel han reconocido tomar influencias del grupo The Everly Brothers y en sus primeras canciones, como «Hey, Schoolgirl», es muy notable. 
En 1958, Simon grabó un sencillo en solitario con el sello Big Records, bajo el apodo True Taylor. La cara A contenía «True or False», una composición de su padre, mientras que la cara B contenía el tema «Teenage Fool». Esto no le gustó a Garfunkel, quien lo tomó como ofensa y marcaría de forma negativa sus relaciones en los próximos años. A lo largo de 1958 lanzaron varios sencillos bajo el nombre de Tom & Jerry, todos ellos fracasaron. Después de acabar el instituto, los artistas se matricularon en diferentes universidades, Simon en la universidad Queens College, Nueva York para graduarse en lengua inglesa, y Garfunkel en la Universidad de Columbia, donde estudió matemáticas.

### Intentos como solistas
En 1959 Simon conoce a Carole Klein, una compañera del instituto con quien formó el dúo The Co-Sines. Simon tocaba la guitarra y el bajo, Carole el piano y la batería. Ambos se dedicaron a grabar demos para artistas de la época, pero Carole, quien después se apellidó Carole King, empezó a componer sus propios temas, con los que alcanzó reconocimiento y continuó su carrera como solista. Más tarde Simon compuso temas bajo el nombre de Jerry Landis, como «The Lone Teen Ranger», una parodia de la serie televisiva El Llanero Solitario, que alcanzó el puesto 97 en las listas en 1962. En 1960 cantó con el grupo The Mystics y formó parte de The Crew Cuts, que después se llamaría Tico & The Triumphs, pero los sencillos editados tampoco tuvieron éxito y dejó el grupo en 1963. Por su parte, Garfunkel compuso canciones para el sello Octavia Records bajo el seudónimo Artie Garr mientras asistía a la universidad. Grabó baladas propias como «Private World», sin embargo, ninguno de estos sencillos cosecharon éxito.
A principios de 1964, Simon deja la Escuela de Derecho de Brooklyn y se marcha a Londres, donde conoce a Kathy Chitty y se enamora de ella. Chitty supuso un eje para Simon, quien compuso las canciones «America» y «Kathy's Song» inspirándose en ella y escribió muchos de los temas que aparecerían después en los álbumes del dúo. Durante su estancia en el Reino Unido, Simon tocó en clubes de folk nocturnos de Liverpool, Londres, Cambridge y otras ciudades, participando en el Festival Folk de Edimburgo. Ese mismo año grabó un sencillo con el sello Oriole Records, «Carlos Domínguez»/«He Was My Brother», que se distribuyó en Estados Unidos bajo el seudónimo Paul Kane.

### Wednesday Morning, 3 A.M.y primera separación
En 1963 Simon reúne con Garfunkel, y el dúo se da a conocer con sus apellidos «Simon & Garfunkel», actuando en varios clubes de música folk, como el Gerde's Folk City Club, que fue testigo de muchas de sus actuaciones. Ese mismo año fueron invitados al festival de música folk de Nueva York, interpretando con músicos como Bob Dylan, además de tocar junto con The Everly Brothers. Simon y Garfunkel acabaron sus estudios y desarrollaron un gran interés por la música folk. Simon le enseñó a Garfunkel algunas canciones que había compuesto mientras estudiaba en la universidad: «Sparrow», «Bleecker Street» y «He Was My Brother». Estas tres canciones se incluyeron entre otros dos temas de Simon, uno de Dylan, varias canciones tradicionales, y lanzan su primer disco Wednesday Morning, 3 A.M., bajo Columbia Records, grabado en los estudios CBS Records de Nueva York. Salió a la venta el 19 de octubre de 1964 y comercialmente resultó un fracaso.
Poco después de acabar la grabación, el dúo se dividió y Simon se trasladó a Inglaterra, donde en 1965 grabó su primer disco en solitario The Paul Simon Songbook en Londres. Las canciones del disco fueron interpretadas en su totalidad por Simon y su guitarra. Durante su estancia colaboró con Bruce Woodley, el cantante del grupo The Seekers. Mientras tanto, Garfunkel regresó a la Universidad de Columbia para continuar sus estudios de matemáticas.
Mientras Simon estaba en Inglaterra, en 1965 radios locales de Florida recibieron peticiones de una canción llamada «The Sound of Silence», de Wednesday Morning, 3 A.M. Poco después la canción se popularizó en Boston. Aprovechándose de lo ocurrido, los productores Tom Wilson y Bob Johnston editaron la canción, añadiéndole un ritmo más veloz con guitarra eléctrica, bajo y batería, y la publicaron como sencillo. Con esta versión, el estilo de la canción cambió de folk a folk rock y llegó al Top 40. En septiembre de 1965, Simon se entera de que «The Sound of Silence» había entrado en las listas de grandes éxitos. La canción alcanzaría su mayor éxito en enero de 1966, llegando hasta la primera posición de la lista Billboard.

### Éxito comercial

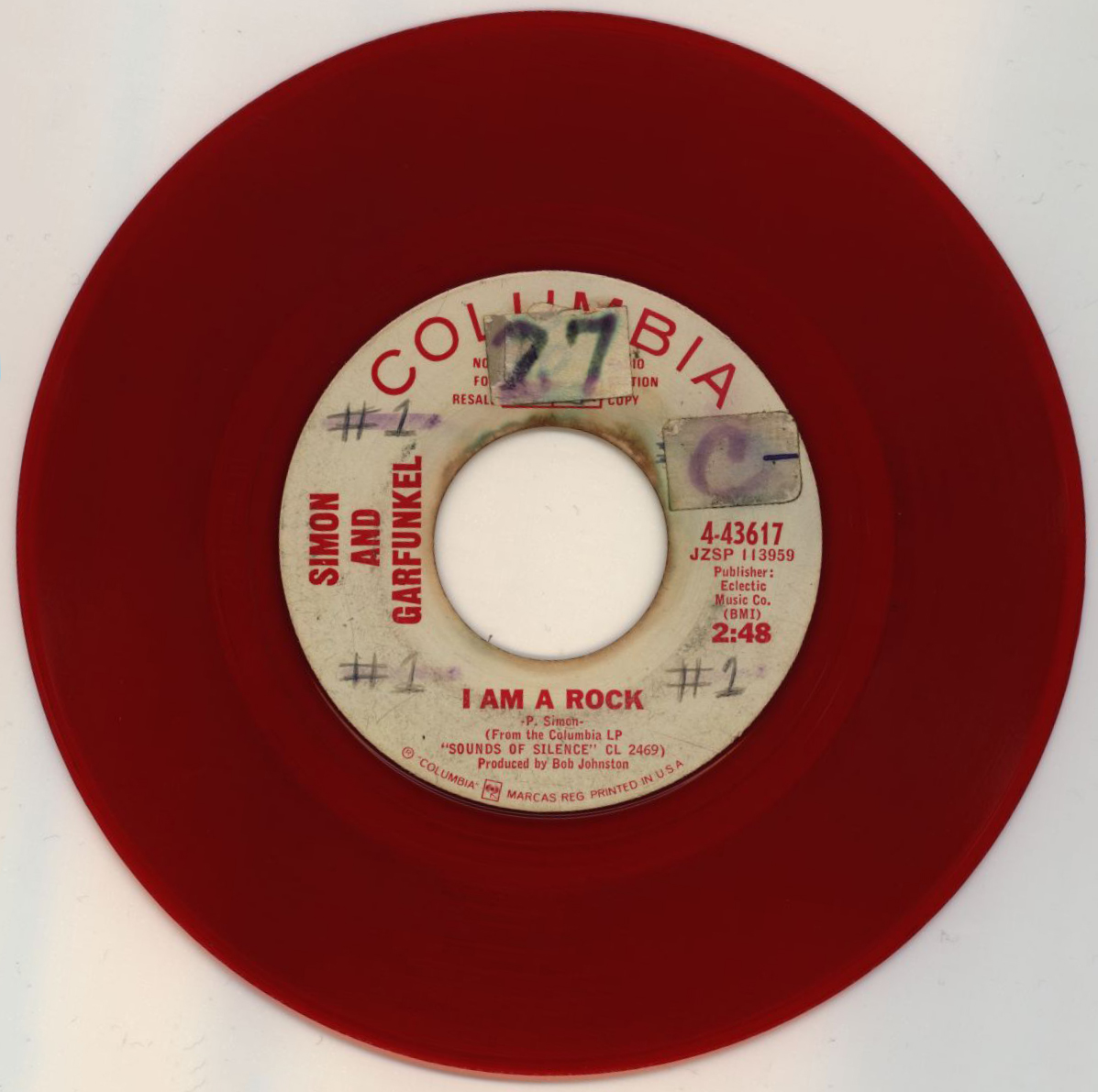
Disco de vinilo promocional del sencillo «I Am A Rock», de 1966.

Al conocer la noticia, Simon regresó inmediatamente a Estados Unidos, y aunque nunca dio el visto bueno a la versión de Wilson de «The Sound of Silence», el grupo volvió a formarse y grabaron diez canciones más en el mismo estilo. El 17 de enero de 1966, el dúo publica su segundo álbum Sounds of Silence, producido por CBS Records. El álbum llegó al puesto 21 en las listas de éxitos y las letras de Simon fueron cumplimentadas por su tono profundo y pintoresco. En ese mismo año se reeditó Wednesday Morning, 3 A.M., alcanzando el puesto treinta. Algunos temas de The Paul Simon Songbook se regrabaron con equipos electrónicos y fueron incluidos en Sounds of Silence, como el sencillo «I Am a Rock», que alcanzó el tercer puesto en las listas estadounidenses en el verano de 1966.
El 10 de octubre de 1966 publican el álbum Parsley, Sage, Rosemary and Thyme, que también incluyó temas de The Paul Simon Songbook. Un año más tarde, Pickwick Records, un sello discográfico con reputación de mala calidad, decidió correr con todos los gastos del dúo y publicaron The Hit Sound of Simon & Garfunkel. Este álbum estaba compuesto por diez temas grabados entre finales de la década de los 50 y principios de la década de los 60, cuando el grupo todavía se llamaba Tom & Jerry. Simon & Garfunkel demandaron a la discográfica por presentarlo como material recientemente grabado y no como canciones de años atrás. Poco después, Pickwick retiró The Hit Sound of Simon & Garfunkel del mercado.
Para entonces, el dúo gozaba de gran popularidad y habían vendido millones de discos. En 1967, Simon & Garfunkel contribuyeron a la banda sonora de El graduado, dirigida por Mike Nichols. La película fue lanzada el 21 de enero de 1968 y contó con un par de canciones antiguas del dúo, entre ellas «Mrs. Robinson», que se alzó hasta el primer puesto en Estados Unidos. En 1968 editan el álbum Bookends, que contenía una nueva versión «Mrs. Robinson» y el éxito «America». Temáticamente ha sido descrito como un álbum conceptual sobre la madurez y el envejecimiento, Garfunkel pasó semanas en residencias de ancianos y grabó «Voices of Old People». El éxito del álbum hizo que el dúo contara con dos discos en las primeras posiciones de la lista Billboard. En marzo de 1969 se celebraron los premios Grammy, y «Mrs. Robinson» fue galardonada como la mejor grabación del año y Simon recibió el premio a la mejor banda sonora original para una película.

### Segunda separación
En 1969 el dúo se encontraba en la cima de su popularidad. A pesar de ello, Garfunkel no se sentía demasiado satisfecho con el control creativo de Simon, y emprendió una carrera cinematográfica. Su debut como personaje principal fue Nately en Trampa 22 (Catch-22), una adaptación de Mike Nichols de la novela del mismo nombre. Un año más tarde, participó en otra película de Nichols, Conocimiento carnal. A mediados de 1969, Paul Simon se casó con Peggy Harper, nacida en Tennessee, y quien fue esposa de su representante Mort Lewis. El 30 de noviembre se emite «Songs Of America», un especial de CBS producido por el dúo en colaboración con Charles Grodin, que causó polémica por su carácter político, destacando acontecimientos como la guerra de Vietnam, Martin Luther King Jr., la procesión fúnebre de John F. Kennedy, César Chávez y la Marcha de los Pobres.
La relación entre Simon y Garfunkel continuó deteriorándose. En una gira de 1969, Simón criticó la poca dedicación de Garfunkel al dúo. Se presentaron en Carbondale, Illinois el 8 de noviembre y en la Universidad Miami en Oxford, Ohio el 11 de noviembre, donde estrenaron algunas canciones, incluyendo «Bridge over Troubled Water» y «The Boxer», esta última llegó al puesto siete. El concierto de la Universidad Miami fue grabado para un musical de TV, sacado posteriormente en forma pirata. El 26 de enero de 1970 lanzan Bridge over Troubled Water, su último álbum y uno de los más vendidos de la década (alrededor de 12 millones de copias). Alcanzó el primer lugar en las listas Billboard y se mantuvo allí durante diez semanas. En marzo de 1971, el álbum y el sencillo del mismo nombre ganaron el premio Grammy al mejor álbum y sencillo del año respectivamente, además de ganar también el premio a la mejor canción contemporánea y la mejor canción del año. Iniciaron una gira que les llevó a Europa, destacándose el concierto de Ámsterdam, y finalizó el 18 de julio de 1970 en el barrio Forest Hills, Queens donde ambos crecieron. Después de la gira, el dúo se separó y ambos continuaron sus carreras como solistas
En octubre de 1970, Simon donó para un programa educativo de magisterio en el New York City College, destinado a personas negras. La fundación adoptó el nombre de «Mrs. Robinson Scholarship». En 1972 se lanza Simon and Garfunkel's Greatest Hits, una recopilación de los grandes éxitos del dúo, que alcanzó el quinto lugar en las listas de Estados Unidos. Garfunkel continuó interpretando papeles de películas, y ocasionalmente publicando álbumes. En 1973 publica el álbum Angel Clare, producido por Roy Halee, que contenía el éxito «All I Know». Alcanzó el número uno con el tema «I Only Have Eyes For You», y continuó grabando canciones de otros compositores, entre ellos Jimmy Webb. Mientras tanto, Simon continuó componiendo y obtuvo un éxito considerable en su carrera en solitario, consiguiendo éxitos como «Kodachrome», «Still Crazy After All These Years», y «50 Ways To Leave Your Lover» y álbumes aclamados como Paul Simon, There Goes Rhymin' Simon, Still Crazy After All These Years y Graceland, que sería su álbum más exitoso como solista.

## Actuaciones posteriores
Después de aquella ruptura, ambos se reunieron en 1972 para un concierto a favor del candidato demócrata a la presidencia George McGovern en Madison Square Garden. El 18 de octubre de 1975 el dúo aparece en el segundo programa de Saturday Night Live, emitido por el canal de televisión NBC, donde interpretaron los temas «The Boxer» y «My Little Town», este último su primer sencillo desde que el grupo se separó ese mismo año y apareció en álbumes solistas de ambos artistas. Desde entonces, el dúo se ha reunido en varias ocasiones, por ejemplo el 19 de septiembre de 1981, cuando regalaron al Central Park de la ciudad de Nueva York un concierto en el que asistieron más de medio millón de personas. El evento fue emitido por televisión, y también se grabó un disco titulado The Concert in Central Park. Gracias al éxito de aquel concierto, el dúo realizó al año siguiente giras por Europa y Japón, y en 1983 por Estados Unidos y Canadá.
Después del éxito del concierto y las giras, el dúo tenía intenciones de grabar un nuevo álbum, al principio pensaron llamarle Think Too Much, sin embargo, las canciones eran todas de Simon, y la mayor parte del material estaba influenciado por sus relaciones (Peggy Harper, su primera esposa, y Carrie Fisher, su novia en ese momento). A partir de ello, hubo nuevamente desacuerdos y diferencias, al punto que Paul decidió borrar todo el contenido de Art en las canciones y publicar el álbum en solitario. El álbum, después de muchos meses de trabajo, se tituló Hearts and Bones. Durante este período, Simon probó también suerte en el cine, escribiendo y produciendo la película One-Trick Pony, que cuenta la historia de un desafortunado cantautor que intenta resurgir y volver a la fama en la época del punk y el new wave. La película, a pesar de recibir buenas críticas, fue un fracaso comercialmente. La banda sonora de la película resultó ser una de las grabaciones más aclamadas de Simon, destacando la canción «Late In The Evening».
En 1985 Paul viajó a Sudáfrica donde se fascinó del mbaqanga, un género popular en los barrios pobres, como Soweto en Johannesburgo. Durante el apartheid, se reunió con músicos sudafricanos y trabajó con ellos para lanzar Graceland en 1986. El álbum recibió una buena acogida, tanto crítica como comercial, y recibió el título de álbum del año la entrega de los Grammys de 1987.

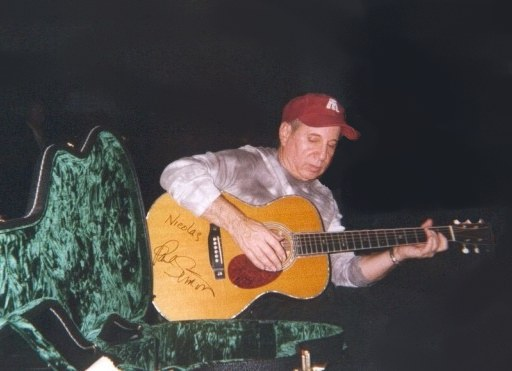
Paul Simon en Olympia, París, en 2000.

La siguiente actuación pública del dúo fue en 1990, cuando hicieron un acto con el que se incluyeron en el Rock and Roll Hall of Fame (Salón de la Fama del Rock and Roll). Tres años más tarde, en 1993, representaron 21 conciertos en Nueva York, en el que la mitad de las actuaciones las hacía Paul Simon en solitario, y la otra mitad con Garfunkel conjuntamente. Ese mismo año también actuaron en conciertos benéficos, como el Bridge School Benefit Concert de Neil Young.
En 1999 se descubrió el asteroide 1999 FP21 y recibió el nombre (91287) Simon-Garfunkel, como homenaje al dúo.
En julio de 2002 Columbia publicó una grabación en directo inédita, Live In New York City, 1967. El 23 de febrero de 2003, Simon & Garfunkel vuelven a juntarse para dar comienzo a la entrega de premios de los Grammys, interpretando «The Sound of Silence». Las buenas impresiones generadas en la entrega motivaron una gira por Estados Unidos y Canadá. La gira se llamó Old Friends y actuaron en cuarenta ocasiones, pasando por veintiocho ciudades con la compañía del grupo The Everly Brothers. El éxito de la gira provocó una nueva en junio y julio de 2004, esta vez también por Europa, actuando en veinticinco ocasiones. Completaron la gira en el Coliseo de Roma, y según Rolling Stone, contaron con más espectadores que en el concierto del Central Park. En 2004 publican una edición en CD y DVD de Old Friends, con la nueva canción «Citizen of the Planet».
En septiembre de 2005, se organiza un concierto benéfico por el Huracán Katrina donde aparecen Simon & Garfunkel cantando junto a otros músicos «Homeward Bound», «Mrs. Robinson» y «Bridge Over Troubled Water».
En mayo de 2007, se hace entrega a Paul Simon del primer premio Gershwin, en una ceremonia donde se presentaron Steve Wonder, The Dixie Hummingbirds, y el hijo mayor de Paul Simon, Harper Simon, así como su «amigo en todos los sentidos» Art Garfunkel, quien apareció en el escenario y dio un abrazo a Paul. Arrancaron con dos temas característicos de Simon & Garfunkel: «Bridge Over Troubled Water» y «Cecilia».

## Discografía

### Álbumes en estudio
- Wednesday Morning, 3 A.M. (1964)
- Sounds of Silence (1966)
- Parsley, Sage, Rosemary and Thyme (1966)
- Bookends (1968)
- Bridge over Troubled Water (1970)

### Álbumes en vivo
- The Concert in Central Park (1981)
- Live from New York City, 1967 (2002)
- Old Friends: Live on Stage (2004)
- Live 1969 (2008)

### Bandas sonoras
- The Graduate (1968, con Dave Grusin)

### Recopilaciones
- Simon and Garfunkel's Greatest Hits (1972)

## Premios

### Premios Grammy[35]
- En 1969 por el sencillo «Mrs. Robinson» del álbum The Graduate
- En 1971 por el álbum Bridge over Troubled Water
- En 2003 por su carrera musical